# Milan Lieskovský
Milan Lieskovský (* 21. července 1981) je producent a DJ ze Slovenska. Jeho hudební produkce se pohybuje v žánrech progressive trance, progressive a progressive house. Je rezidentní DJ na bratislavských klubových nocích Progress Your Mind, a vystoupil na množství nejen slovenských akcí a klubových párty. Na jednom pódiu hrál vedle men jako Jose Amnesia, Tiësto, Above & amp; Beyond, Judge Jules, Paul van Dyk. Kromě živých hraní má Milan rádiové show na CBA.fm, PURE.fm, FUN1, na rádiu GoDeejay a na Dream rádiu.
Do hudebních kanálů se zapsal skladbou Elenya, kterou ve svých setech hrávali Flash Brothers a objevila se i na slavnostním předávání Oscarů v Hollywoodu. V roce 2008 se skladba stala hitem v domácím komerčním Fun rádiu. Podílel se na remixové verzi singlu Boi od Mira Jaroše. Ve svých skladbách spolupracoval s Katkou Koščovou, Mirem Jarošem, Petrem Grausem, Mishou a jinými zpěváky a zpěvačkami ze slovenské populární hudby. Vystupoval na Novém Zélandu a jeho skladby hrává i Tiësto.
V roce 2009 vydal eponymní, kritiky oceňovaný album ve vydavatelství Universal Music.

## Diskografie

### Alba
- Milan Lieskovsky (Universal Music, 2009)
- Genesis (2011)
- Who I Am (2014)

### Single a EP
- Elenya (2008)